# Asháninka jezik
Asháninka jezik (Asháninca, “Campa”; ISO 639-3: cni), jezik Asháninka Indijanaca s rijeka Apurímac, Ene, Perené i Tambo u Peruu kojim govori 25 000 do 30 000 ljudi (2000 SIL).
Pripada aravačkoj porodici, podskupini pre-andine. U Peruu kao i svi ostali, je jedan od službenih jezika. Pismo: latinica

## Vanjske poveznice
- Ethnologue (14th)
- Ethnologue (15th)